# Fegor Ogude
Fegor Ogude (Lagos, 29 de julho de 1987) é um ex-futebolista profissional nigeriano que atuava como meia.

## Carreira
Ainda jovem saiu do futebol nigeriano, migrando para a Noruega em 2010 indo jogar no Valerenga. No meio de 2014 transferiu-se para o futebol russo, para o Amkar Perm.
Em julho de 2018, Ogude assinou com o Yenisey Krasnoyarsk, Após o rebaixamento do Yenisey na temporada de 2018-19, Ogude foi dispensado do clube.

## Carreira internacional
Pela seleção, Ogude representou o elenco da Seleção Nigeriana de Futebol no Campeonato Africano das Nações de 2013.

## Títulos
Nigéria
- Campeonato Africano das Nações: 2013